# Gran Premio de las Naciones de Motociclismo de 1972
El Gran Premio de las Naciones de Motociclismo de 1972 fue la cuarta prueba de la temporada 1972 del Campeonato Mundial de Motociclismo. El Gran Premio se disputó el 19 de mayo de 1972 en el Autodromo Enzo e Dino Ferrari.

## Resultados 500cc
En 500 cc, Giacomo Agostini y Alberto Pagani estrenaron en Imola la MV Agusta de tres cilindros y se clasificaron primero y segundo con cierta facilidad. Jack Findlay iba tercero con Jada pero su distribuidor de energía se rompió y la Ducati 
de Bruno Spaggiari y Paul Smart le quitaron el podio.
| Pos.    | Piloto             | Equipo    | Tiempo       | Pts. |
| ------- | ------------------ | --------- | ------------ | ---- |
| 1       | Giacomo Agostini   | MV Agusta | 1h 08' 48" 4 | 15   |
| 2       | Alberto Pagani     | MV Agusta | +1' 35" 8    | 12   |
| 3       | Bruno Spaggiari    | Ducati    | +1 Vuelta    | 10   |
| 4       | Paul Smart         | Ducati    | +2 Vueltas   | 8    |
| 5       | Bruno Kneubühler   | Yamaha    | +2 Vueltas   | 6    |
| 6       | Klaus Huber        | Kawasaki  | +2 Vueltas   | 5    |
| 7       | Sergio Baroncini   | Ducati    | +3 Vueltas   | 4    |
| 8       | Lothar John        | Yamaha    | +3 Vueltas   | 3    |
| 9       | Carlo Marelli      | Kawasaki  | +3 Vueltas   | 2    |
| Ret     | Eric Offenstadt    | Kawasaki  | Ret          |      |
| Ret     | Bosse Granath      | Husqvarna | Ret          |      |
| Ret     | Roberto Gallina    | Paton     | Ret          |      |
| Ret     | Silvano Bertarelli | Kawasaki  | Ret          |      |
| Ret     | Andre Pogolotti    | Suzuki    | Ret          |      |
| Ret     | Jack Findlay       | Jada      | Ret          |      |
| Ret     | Keith Turner       | Suzuki    | Ret          |      |
| Ret     | Paolo Campanelli   | Kawasaki  | Ret          |      |
| Ret     | Giordano Mongardi  | Ducati    | Ret          |      |
| Ret     | Gianpiero Zubani   | Kawasaki  | Ret          |      |
| Ret     | Gyulia Marsovsky   | Linto     | Ret          |      |
| Ret     | Cliff Carr         | Kawasaki  | Ret          |      |
| Ret     | Benedetto Zambotti | Kawasaki  | Ret          |      |
| Ret     | Ken Araoka         | Kawasaki  | Ret          |      |
| Ret     | Jerry Lancaster    | Suzuki    | Ret          |      |
| Ret     | Karl Auer          | Kawasaki  | Ret          |      |
| Ret     | Guido Mandracci    | Suzuki    | Ret          |      |
| Ret     | Bohumil Stasa      | CZ        | DNQ          |      |
| DNQ     | Giovanni Perrone   | Kawasaki  | Ret          |      |
| Ret     | Billie Nelson      | Paton     | Ret          |      |
| Ret     | Derek Lee          | Suzuki    | Ret          |      |
| Fuente: |                    |           |              |      |

## Resultados 350cc
Para Imola, MV Agusta había contratado a Phil Read para apoyar Giacomo Agostini. Read no rindió en la carrera pero aun así terminó cuarto. Agostini ganó la carrera, acallando las críticas después de su derrota a manos de Jarno Saarinen en las dos últimas carreras. Renzo Pasolini  tuvo un mal comienzo y pasó décimo después de la primera vuelta, pero luchó hasta llegar al segundo lugar. Saarinen tuvo que conformarse con la tercera posición.
| Pos. | Piloto               | Equipo    | Tiempo    | Pts. |
| ---- | -------------------- | --------- | --------- | ---- |
| 1    | Giacomo Agostini     | MV Agusta | 51' 47" 4 | 15   |
| 2    | Renzo Pasolini       | Aermacchi | +37" 1    | 12   |
| 3    | Jarno Saarinen       | Yamaha    | +1' 03"   | 10   |
| 4    | Phil Read            | MV Agusta | +1' 38" 1 | 8    |
| 5    | Hideo Kanaya         | Yamaha    | +1 giro   | 6    |
| 6    | Rodney Gould         | Yamaha    | +1 giro   | 5    |
| 7    | Walter Villa         | Yamaha    |           | 4    |
| 8    | Dieter Braun         | Yamaha    |           | 3    |
| 9    | Walter Sommer        | Yamaha    |           | 2    |
| 10   | Werner Pfirter       | Yamaha    |           | 1    |
| 11   | Bosse Granath        | Yamaha    |           |      |
| 12   | Kurt-Ivan Carlsson   | Yamaha    |           |      |
| 13   | László Szabó         | Yamaha    |           |      |
| 14   | Bruno Kneubuehler    | Yamaha    |           |      |
| 15   | Giorgi               | Yamaha    |           |      |
| 16   | Fabris               | Yamaha    |           |      |
| 17   | Ricca                | Yamaha    |           |      |
| 18   | Galeazzo Pederneschi | Yamaha    |           |      |
| Ret  | Eric Offenstadt      | Kawasaki  | Ret       |      |

## Resultados 250cc
El italiano Renzo Pasolini fue el vencedor de la prueba de 250 c.c.. Pese a la caída que sufrió en mitad de la competición, Pasolini consiguió pilotar su Aermacchi con singular pericia y decisión, lo que le permitió recuperar el dominio de la carrera entre el delirio del público, hasta terminar vencedor con una ventaja de 4 segundos sobre su inmediato seguidor, Rodney Gould. El tercer clasificado fue Saarinen, lo que significa una nueva derrota de las Yamaha.
| Pos. | Piloto                | Equipo    | Tiempo    | Pts. |
| ---- | --------------------- | --------- | --------- | ---- |
| 1    | Renzo Pasolini        | Aermacchi | 44' 00" 1 | 15   |
| 2    | Rodney Gould          | Yamaha    | +3" 9     | 12   |
| 3    | Jarno Saarinen        | Yamaha    | +7" 7     | 10   |
| 4    | Teuvo Länsivuori      | Yamaha    | +43" 8    | 8    |
| 5    | Silvio Grassetti      | MZ        | +47" 2    | 6    |
| 6    | John Dodds            | Yamaha    | +51" 9    | 5    |
| 7    | Luigi Anelli          | Yamaha    | +1' 39"   | 4    |
| 8    | Fosco Giansanti       | Yamaha    | +1' 51" 3 | 3    |
| 9    | Walter Sommer         | Yamaha    | +1 Vuelta | 2    |
| 10   | Gianfranco Buffarello | Yamaha    | +1 Vuelta | 1    |
| 11   | Bohumil Stasa         | Jawa      |           |      |
| 12   | Bianchini             | Yamaha    |           |      |
| 13   | Giovanni Proni        | Yamaha    |           |      |
| 14   | Tarlazzi              | Yamaha    |           |      |
| Ret  | Oronzo Memola         | Yamaha    | Ret       |      |
| Ret  | Phil Read             | Yamaha    | Ret       |      |
| Ret  | Börje Jansson         | Derbi     | Ret       |      |
| Ret  | Barry Sheene          | Yamaha    | Ret       |      |

## Resultados 125cc
En el octavo de litro, el corredor español Ángel Nieto fue el vencedor de la categoría. El zamorano tuvo un bonito duelo con el italiano Gilberto Parlotti (Morbidelli) al alternarse sucesivamente el mando de la carrera. Esta fue la tónica hasta que, a dos vueltas del final, el corredor italiano sufrió una caída y quedó relegado a la octava posición, aunque finalmente acabó tercero. El inglés Chas Mortimer acabó segundo a media minuto de Nieto.
| Pos. | Piloto             | Moto       | Tiempo     | Pts. |
| ---- | ------------------ | ---------- | ---------- | ---- |
| 1    | Ángel Nieto        | Derbi      | 38' 37" 2  | 15   |
| 2    | Chas Mortimer      | Yamaha     | +31" 7     | 12   |
| 3    | Gilberto Parlotti  | Morbidelli | +34" 5     | 10   |
| 4    | Börje Jansson      | Maico      | +52" 8     | 8    |
| 5    | Eugenio Lazzarini  | Maico      | +1' 52" 9  | 6    |
| 6    | Jürgen Lenk        | MZ         | +1 Vuelta  | 5    |
| 7    | Adriano Cocchi     | Yamaha     | +1 Vuelta  | 4    |
| 8    | Bernd Köhler       | MZ         | +1 Vuelta  | 3    |
| 9    | Luigi Rinaudo      | Binassi    | +1 Vuelta  | 2    |
| 10   | Lothar John        | Yamaha     | +1 Vuelta  | 1    |
| 11   | Seppo Kangasniemi  | Maico      | +1 Vuelta  |      |
| 12   | Ryszard Mankiewicz | MZ         | +2 Vueltas |      |
| Ret  | Silvano Berterelli | Suzuki     | Ret        |      |

## Resultados 50cc
En la categoría menor cilindrada, la carrera fue un forcejeo continuo entre Jan de Vries y Ángel Nieto hasta la bandera a cuadros. Allí, se colocan en paralelo y comienzan a golpearse con los carenados durante varios metros e, incluso, utilizan las piernas para intentar desestabilizarse. Finalmente es el holandés el que gana por tres décimas. La disputa no acabó ahí ya que, Cuando Nieto se disponía a volver a pie a su box, el piloto Jan Huberts, piloto de la Kreiler, arremetió contra Nieto, propinándole un puñetazo y empezó una batalla campal en el que Nieto tuvo que ser atendido en la enfermería.
| Pos. | Piloto             | Moto     | Tiempo     | Pts. |
| ---- | ------------------ | -------- | ---------- | ---- |
| 1    | Jan de Vries       | Kreidler | 27' 23" 3  | 15   |
| 2    | Ángel Nieto        | Derbi    | +0" 3      | 12   |
| 3    | Rudolf Kunz        | Kreidler | +1' 33" 2  | 10   |
| 4    | Otello Buscherini  | Malanca  | +2' 18" 5  | 8    |
| 5    | Jan Huberts        | Kreidler | +1 Vuelta  | 6    |
| 6    | Alberto Ieva       | Malanca  | +1 Vuelta  | 5    |
| 7    | Hans-Jürgen Hummel | Kreidler | +1 Vuelta  | 4    |
| 8    | Ermanno Giuliano   | Tomos    | +1 Vuelta  | 3    |
| 9    | Nigel Stone        | Jamathi  | +1 Vuelta  | 2    |
| 10   | Claudio Lusuardi   | Villa    | +1 Vuelta  | 1    |
| 11   | Ryszard Mankiewicz | Kreidler | +1 Vuelta  |      |
| 12   | Zbyněk Havrda      | AHRA     | +1 Vuelta  |      |
| 13   | John Robert Finch  | Jamathi  | +2 Vueltas |      |
| 14   | Michele Cannizzaro | Guazzoni |            |      |
| Ret  | Jan Bruins         | Kreidler | Ret        |      |